# Bernacchi-Bucht
Die Bernacchi-Bucht ist eine rund 5 km breite Bucht an der Scott-Küste des ostantarktischen Viktorialands. Sie liegt zwischen dem Marble Point und Kap Bernacchi. 
Die Bucht wurde von Teilnehmern der Terra-Nova-Expedition (1910–1913) unter der Leitung des britischen Polarforschers Robert Falcon Scott nach dem australischen Physiker Louis Bernacchi benannt, Teilnehmer an der Southern-Cross- (1898–1900) und der Discovery-Expedition (1901–1904). 